# Associação Cultural dos Amigos da Serra da Estrela
A Associação Cultural dos Amigos da Serra da Estrela (ASE) é uma Organização não-Governamental de Ambiente (ONGA) portuguesa, registada na lista oficial das Organizações Não-Governamentais de Ambiente e Equiparadas (2012) como uma das 15 existentes no país, de âmbito regional. É uma das principais referências de defesa ambiental na Serra da Estrela, o ponto mais alto de Portugal continental, é filantrópica, com mais de 1000 associados. É também uma das ONGA mais antigas no pais.
Vive do voluntariado dos seus membros e amigos, cuja motivação comum é simplesmente a preservação da Serra da Estrela enquanto património nacional.

## História

### Evolução Histórica
Em 1981, um grupo de amigos decide organizar um passeio para comemorar o Centenário da 1.ª Expedição Científica à Serra da Estrela, organizada pela Sociedade de Geografia de Lisboa.
Vinte e uma pessoas percorreram o mesmo trajecto que, 100 anos antes, investigadores de várias áreas da ciência o tinham feito para estudar a Serra da Estrela.
Durante a visita o grupo foi confrontado com duas realidades, a descrita nos relatórios e que os seus olhos estavam a ver. Em 100 anos a serra tinha mudado profundamente e para pior Preocupados com essa constatação e com as consequências para a serra, se o processo não fosse travado, procuraram descortinar uma forma de a defender dos atentados a que foi exposta ao longo desses 100 anos, com a agravante de ter sido nos últimos 30 anos a 40 anos que a degradação atingiu limites inimagináveis sujeitando a uma degradação sem limites.
As preocupações eram muitas e a vontade de dar toda a ajuda, muito disponível, interessante e motivadora. Considerou-se que a melhor maneira de o fazer seria constituir uma associação que tivesse como finalidade revelar a serra em toda a sua plenitude, orientada por uma perspectiva conservacionista e de desenvolvimento sustentável, possibilitando melhores condições de vida aos seus residentes. Considerou-se que os atentados à serra não tinham origem nas gentes serranas, mas em fenómenos directamente associados a actividades de carácter turístico que não tiveram, e continuam a não ter, a preocupação da sustentabilidade dos recursos, a salvaguarda da paisagem e dos valores naturais, o fomento da biodiversidade e a melhoria social dos residentes.
Os estatutos que serviram de referência à ASE foram os da Associação dos Amigos do Parque Nacional da Peneda-Gerês que viria a desaparecer um ano depois. Curiosamente e depois de uma discussão mais séria que emotiva, o nome não se consignou a ser uma Associação Cultural Amigos do Parque Natural da Serra da Estrela, mas sim Associação Cultural Amigos da Serra da Estrela. A diferença é substancial. Por um lado pretende ser fiel à natureza e não a uma instituição, tornando-se claro que uma vez a serra defendida o parque o seria também. O inverso é que já não seria a mesma coisa, havendo então muitas dúvidas, que se mantêm, no trabalho desenvolvido pelo PNSE na prossecução dos objectivos para que foi criado.
Criada em 22 de Fevereiro de 1982, a ASE é a segunda associação de defesa do ambiente, mais antiga do país, depois da LPN (Liga para a Protecção da Natureza) e tem a sua sede, própria, em Manteigas.
Mais de 80 % dos seus membros não são residentes na área da Serra da Estrela, situação que pode ser interpretada de diversos ângulos. É natural que assim seja e que as preocupações pelas causas ambientais partam das pessoas que vivem em regiões onde sua qualidade é pior.
Continua a defender a Serra da Estrela, procurando sensibilizar os mais diversificados intervenientes para a importância da sua preservação.
Actualmente a sua maior preocupação é a proliferação de parques eólicos, num completo desrespeito com a paisagem, simbolismo que foi determinante para a criação do maior Parque Natural do país.
Paralelamente, dos conhecimentos que tinha da região e das actividades de montanha criou a primeira equipa de salvamento de montanha do país, com o objectivo de dinamizar as entidades tutelares de socorro em Portugal, para a criação de condições de segurança às pessoas que visitassem a Serra da Estrela. Para o efeito deslocou-se um membro da ASE à EEAMB – Escola de Escalada de Alta Montanha de Benasque, nos Pirenéus espanhóis onde frequentou um curso de auto-resgate que depois foi adaptado às condições da Serra da Estrela, dando origem à equipa SOS – Estrela. Depois de cumprir a missão para que foi criada, retirou-se do terreno. Entretanto tinha dado formação a Corporações de Bombeiros da região da Serra da Estrela, tendo sido convidada pelo Governo Regional dos Açores para ir dar formação, na ilha do Pico a agentes da Protecção Civil de todas as ilhas que compõem aquele arquipélago.
A ASE é uma das referências ambientais da região da Serra da Estrela, prova disso é a confiança demonstrada pela comunicação social, regional e nacional.

## Corpos Sociais
Os corpos sociais são eleitos para mandatos de três anos, em voto directo em urna, ou ainda através do voto electrónico, em virtude de que, muito dos sócios da ASA, não reside na periferia da Serra da Estrela. Assim, das eleições resultam os seguintes Órgãos Sociais:
Mesa da Assembleia Geral
- Presidente
- Vice-Presidente
- Secretário

Conselho Fiscal
- Presidente
- Vogal

Direcção
- Presidente
- Vice-Presidente
- Secretário
- Tesoureiro
- Vogal

### Estatutos
Artigo 1.º
A Associação Cultural "Amigos da Serra da Estrela" é uma instituição cultural de fins não lucrativos e de interesse público sem vínculo político ou religioso, de duração ilimitada, com sede na vila de Manteigas e que será abreviadamente designada A.S.E..
Artigo 2.º - A Associação tem por objectivos:
1 – Promover por iniciativa própria ou em colaboração com todo e qualquer organismo público ou privado que prossiga fins de conservação da Natureza, acções de animação, de modo a que a vida na montanha e o turismo suscitados na Serra da Estrela se tornem fonte de bem-estar material, intelectual e moral para os indivíduos e para a comunidade.
2 – Estimular pela informação e pela formação o interesse e a participação das populações locais na defesa da paisagem, no ordenamento e na preservação dos seus valores naturais, artísticos, culturais e económicos, designadamente no que respeita à defesa da vida no campo e na montanha, do artesanato, folclore, património arquitectónico e desenvolvimento do turismo e da agricultura.
3 – Incentivar e desenvolver toda e qualquer actividade de carácter sócio-cultural ou desportivo, nomeadamente desportos de montanha. 
4 – Patrocinar toda e qualquer acção que compreenda os presentes estatutos.

## Secção de Montanha
Como parte integrante da ASE, a Secção de Montanha pretende presta o seu apoio, na conservação e dinamização de todo o património anexo à montanha, assim como, inspira sensibilidades, que considera serem necessárias a todos aqueles que ambicionam usufruir da Serra da Estrela, de uma forma conservacionista.
Fazem parte da Secção, todos os anteriores membros da equipa SOS Estrela (2) e outros elementos que sempre mostraram o interesse e a ambição, na demanda dos propósitos da associação.
Os objectivos mais imediatos são a administração de todo o equipamento absorvido pela Equipa SOS Estrela, a recuperação e manutenção do abrigo da Costa Limpa, símbolo de lazer dos seus associados e a realização de actividades. A Secção, disponibiliza-se para apoiar os sócios e todos os que tencionem realizar passeios pedestres ou outras actividades de montanha, como a escalada, o rappel entre outros, desde que solicitada para o efeito.
De momento, o abrigo da Costa Limpa encontra-se em obras, por necessitar de algumas intervenções, tais como o melhoramento interior (colocação de água fria e quente, de lavatório e fogão, em ambas as cortes), de forma a garantir mais conforto, melhoramentos exteriores (colocação do colmo nos telhados, recuperação da corte pequena e melhoramentos rústicos).

## SOS Estrela
A Equipa SOS-Estrela deu formação a várias corporações de Bombeiros da área da Serra da Estrela e a elementos da Protecção Civil de todas as Ilhas do Açores.
Foi convidada a dar formação e a intervir como oradora nas Jornadas Nacionais de Emergência, organizadas pelos Bombeiros de Algueirão Mem-Martins, na Escola de Hotelaria do Estoril.
Da necessidade de existência de uma equipa de salvamento e resgate em montanha na Serra da Estrela e como forma de alertar as autoridades para a falta de segurança na serra nasceu uma equipa de salvamento, integrando a secção de montanha. Esta equipa viria a transformar-se na secção de montanha após o aparecimento das  brigadas de montanha da Guarda Nacional Republicana.

## Missão da Associação
A preservação, conservação  e fomento da biodiversidade não têm prazo, é uma condição natural para todos os seres vivos.
A maior preocupação actual tem que ver com a implementação de parques eólicos em toda a área da serra. Trata-se de uma luta muito difícil, visto ser uma pugna contra várias barreiras de grupos de interesse, dado o lucro que aqueles parques dão a tais entidades. Acresce-se a esta luta, as insuficiências do interior do país, associadas à desertificação e às dificuldades económicas que pesam sobre aquela parte do país.
Por outro lado, existem as questões de ordenamento do território, com a contínua construção em altitude, em detrimento do crescimento harmonioso em aglomerados urbanos (edificação), causam danos irreversíveis na paisagem. Portanto, isso por si só constitui um entrave ao desenvolvimento do turismo sustentável, assente na sustentabilidade dos recursos naturais.
Por seu turno, a erosão dos solos por falta de coberto arbóreo e, consequentemente, a incapacidade de manter ou aumentar os caudais de armazenamento de água no subsolo, são de facto outra das preocupações que fizeram com que a ASE promovesse a campanha “um milhão de carvalhos para a Serra da Estrela”, que envolveu milhares de cidadãos.
A aposta em florestar para produzir sem o cuidado necessário em preservar espaços florestais cuja função seja a de estabilizar as vertentes de fixação de solos, fomentando a biodiversidade das espécies, enriquecendo os caudais, reduzindo o carbono e contribuindo para a manutenção do oxigénio, mantém-se presente nas campanhas de sensibilização da ASE.
A falta de dinâmicas empresariais apostadas no aproveitamento das potencialidades reais dos recursos existentes.

## Actividades e Projetos
A ASE organiza durante todo o ano várias actividades de carácter ambiental (componente de sensibilização ambiental) e sócio-cultural.
A melhor maneira de preservar é procurar mostrar o que se pretende conservar. Isto pressupõe que se promovam acções de sensibilização, das mais variadas formas de manifestações para proteger a serra, ou seja, sempre que se mostra alguma parte ou o todo da serra procurar-se discutir com os visitantes as razões para a importância da conservação. É importante que esta mensagem passe e que cada cidadão se sinta co-responsável também.

### Grande Rota do Zêzere
A ideia anunciada pela ASE no dia 11 de Dezembro de 2007, em Cambas, Oleiros, aos municípios que fazem parte da bacia hidrográfica do rio Zêzere, para a criação de um percurso “Da Nascente à Foz”, denominado GRZ (Grande Rota do Zêzere), está agora na fase de iniciação dos trabalhos.
O projecto, co-financiado pelo PROVERE (Programas de Valorização Económica de Recursos Endógenos) das "Aldeias de Xisto", envolve 10 municípios e tem já obras adjudicadas, cabendo a liderança do processo à Câmara Municipal de Figueiró dos Vinhos. As obras incluídas nesta fase do processo, referem-se à limpeza, abertura, sinalização, construção de atravessamentos de linhas de água (pontões), estações intermodais, estruturas de segurança e respectivas instalações.
Esta rota, a primeira a ser construída em Portugal com 358,5 quilómetros de extensão, irá ligar a nascente do rio Zêzere, localizada 300 metros a NNE do Malhão da Estrela a 1976 m de altitude, no concelho de Manteigas e a Foz junto à vila de Constância a 26 m de altitude. Com um desnível de 1950 m e uma extensão de 214 km, a sua bacia hidrográfica abrange uma área de 5043 km², o que lhe garante volumes de água, por vezes superiores a 10 000 m³/s.
A ocupação do solo na bacia reparte-se por 25,9 % de área agrícolas, 72,1 % de áreas florestais e semi-naturais, 1 % de áreas artificiais e 1 % de meios aquáticos e planos de água.
Ao longo do seu percurso 32 localidades são banhadas pelas águas do rio Zêzere, possuindo uma "paisagem classificado" pela UNESCO (Organização das Nações Unidas para a Educação, a Ciência e a Cultura), os “Meandros do rio Zêzere”.
Para desfrutar das espectaculares paisagens que o percurso do rio, sinuoso, torna possível, o projecto contempla também, algumas estações intermodais, possibilitando aos futuros caminhantes a opção de realizar algumas partes do percurso por canoa/barco e bicicleta.
A ASE, sempre convidada a participar em todas as reuniões preparatórias para a elaboração do projecto, nunca teve dúvidas quanto à sua concretização. Se dúvidas houvesse, ficaram solvidas logo no primeiro encontro, pela reacção dos convidados da ASE.

### Asestrela
O “Encontro com a Montanha” que, desde 1983, foi designado "Nevestrela" e organizado pela ASE e o Clube de Montanhismo da Guarda (CMG), desde 1983. Em 2009 passou a ser a "Asestrela" sendo a sua realização exclusiva da ASE. Trata-se de eventos específicos às actividades de montanha, que exigem equipamento adequado aos participantes, já que tem sido prática corrente realizar-se sobre neve e com baixas temperaturas. É uma actividade de montanha, realizada no inverno, no Covão d´Ametade a 1420  metros de altitude, em pleno coração da Serra da Estrela, que visa reunir os amigos da montanha, num encontro de todos os que sabem e querem desfrutar da Serra no seu melhor e numa atmosfera única.
Este encontro é composto por várias actividades como acampamento de inverno, caminhadas , um desafio fotográfico , um fogo de campo, muito convívio e outras ao sabor de cada participante.

### Um Milhão de Carvalhos Para a Serra da Estrela
"Um Milhão de Carvalhos Para a Serra da Estrela" é uma actividade visa fundamentalmente suprir a necessidade urgente, de travar a constante erosão dos solos onde deflagraram incêndios, aumentar a capacidade de armazenamento de água nos aquíferos, fomentar a biodiversidade e manutenção das paisagens de montanha, postas em causa pelos constantes incêndios a que a Serra da Estrela tem sido sujeita, tudo isto, associado a múltiplas causas cujas responsabilidades decorrem da interação do homem com a Serra e outras de origem criminosa.
Os factores supracitados sugerem que não se perca mais tempo e se avance para a florestação, de áreas acima dos 1.400 metros, em zonas onde ainda permanecem “bolsas” de solo capaz de dar vida aos carvalhos.

### Cristal de Gelo
Dando forma aos objectivos que emergem da razão de ser da associação, a sua Direcção, criou o galardão denominado "Cristal de Gelo", com o objectivo de distinguir iniciativas que, na perspectiva da ASE, se enquadrem no seus propósitos e se reconheça de inegável importância para o desenvolvimento equilibrado da região, valorizando-a económica e socialmente, promovendo os valores culturais e patrimoniais, sem colocar em causa os recursos naturais da Serra da Estrela mas antes com a consciência da sua mais-valia.

## Reconhecimento externo
- [carece de fontes?]

- Prémio Nacional do Ambiente "Fernando Pereira", atribuído pela CPADA - Confederação Portuguesa das Associações de Defesa do Ambiente (2007).[11]

## Projeto GeObserver
O GeObserver é um sistema de informação geográfica (SIG) do maciço da Serra da Estrela, desenvolvido em parceria com a Escola Superior de Tecnologia de Setúbal (IPS), constituído com suporte em dados georreferenciados de vários tipos (meteorologicos, geográficos, biodiversidade, humanos, etc.) servindo assim de base informativa e de prevenção a vários fins e entidades que tenham como objectivo comum a defesa dos valores ambientais e patrimoniais da Serra da Estrela, e suas populações.
A plataforma é alimentada com dados recolhidos por técnicos experientes e com competências em cada uma das diferentes áreas de actuação, assim como automaticamente através de serviços de entidades externas, no caso de dados sensíveis e que careçam actualizações em tempo real.
O GeObserver terá a informação necessária para permitir a realização de análises espaciais, possibilitando o cruzamento dos dados armazenados, conferindo-lhe desta forma um importante papel nas actividades de planeamento e gestão patrimonial e ambiental, gestão de recursos naturais, infra-estruturas, ordenamento florestal, cadastro, etc..
Deste modo o sistema será uma base não só informativa e de decisão mas também colaborativa uma vez que poderá ser utilizada por diversas entidades que tenham por meio de estudo comum esta área geográfica.

### Que informação guarda a plataforma
Informação armazenada pelo sistema:
1. Dados de relevo (devem constituir a base cartográfica)
- Elevação (altitudes)

2. Elementos naturais
- Rios
- Lagos
- Nascentes

3.Dados meteorológicos e sismográficos
- Temperaturas (vários locais)
- Humidade (vários locais)
- Condições meteorológicas (vários locais)
- Pluviosidade (vários locais)
- Sismos (Estação sismográfica de Manteigas)

4. Biodiversidade (zonas)
- Fauna
- Flora
- Migrações

5. Elementos humanos
- Estradas
- Caminhos
- Redes elétricas (alta tensão)
- População/demografia
- Centros urbanos
- Torres eólicas
- Áreas ardidas (para florestadas e reflorestação)
- Edifícios de importância
- Moinhos[12]

### Tecnologia
PHP, MySQL, Google Maps API, Google Elevation API, Wunderground API, jQuery, JavaScript